# Honghe (socken i Kina)
Honghe (kinesiska: 洪河, 洪河乡) är en socken i Kina. Den ligger i provinsen Heilongjiang, i den nordöstra delen av landet, omkring 93 kilometer väster om provinshuvudstaden Harbin. Antalet invånare är 27 405. Befolkningen består av 13 444 kvinnor och 13 961 män. Barn under 15 år utgör 13,0 %, vuxna 15-64 år 79 %, och äldre över 65 år 6,0 %.
Genomsnittlig årsnederbörd är 909 millimeter. Den regnigaste månaden är juli, med i genomsnitt 189 mm nederbörd, och den torraste är januari, med 5 mm nederbörd.